# 上西郷村 (福岡県)
上西郷村（かみさいごうむら）は、福岡県宗像郡にあった村。現在の福津市の一部にあたる。

## 地理
西郷川の中流右岸に位置していた。

## 歴史

### 沿革
- 1889年（明治22年）4月1日 - 宗像郡内殿村、上西郷村、畦町村、本木村、舎利蔵村が合併して村制施行し、上西郷村が設立[1][2]。
- 1954年（昭和29年）4月1日 - 宗像郡福間町、神興村（一部、大字手光・津丸・久末・八並・村山田（一部））と合併し福間町が存続して廃止された[1][2]。

### 地名の由来
宗像郡を釣川を境にして東を河東郷、西を河西郷とし、西側海岸部を下西郷としたことにちなむ。